# 張成妃
恭僖成妃，亦稱為張成妃（？—1504年6月15日），名不詳，明朝明英宗朱祁鎮之成妃。

## 生平
張氏的出生及入宮時間均待考，目前僅知她生前已被稱為「成妃」。天順八年正月十六日（1464年2月22日），明英宗病重，召皇太子朱見深及太監牛玉等人到病榻前，囑咐他們說殉葬不是古禮，仁者不忍，所以眾妃不必殉葬，並且吩咐他們要挑選好地方建造陵寢，錢皇后壽終之後與他合葬，貞順懿恭惠妃劉氏的墳墓亦需遷來，以後諸妃依次祔葬。翌日，明英宗駕崩，張氏等明英宗遺孀開始守寡生活，不需要殉葬。弘治十七年五月初四日（1504年6月15日），張成妃薨逝，明英宗的孫子明孝宗朱祐樘下旨稱其喪葬禮儀要依照昭靜恭妃劉氏之例辦理。綜合《明孝宗敬皇帝實錄》的記載，弘治十三年二月去世的劉恭妃、弘治十三年六月去世的陳麗妃、弘治十六年七月去世的余充妃與弘治十七年五月去世的張成妃，皆依照弘治四年十二月黃懿妃之例辦理喪葬禮儀，即是死後明孝宗僅為其輟朝一日，「喪儀從簡」，其餘禮儀參照楊安妃等人之例。張氏有二字諡號「恭僖」，稱為恭僖成妃。